# Coupe des champions d'Océanie 2006
Navigation
Édition 2005 Édition 2007
La Coupe des champions d'Océanie 2006 est la 5e édition de la Coupe des champions d'Océanie. Elle met aux prises les champions des différentes nations affiliées à l'OFC. En plus de sacrer une équipe au niveau continental, la compétition permet de désigner le représentant d'Océanie pour la prochaine Coupe du monde des clubs, organisée en décembre 2006 au Japon.
Cette édition est la première à être disputée sans club australien, à la suite de la décision de la fédération australienne de rejoindre la Zone Asie.
Douze équipes prennent part à la compétition, dont cinq dès le tour préliminaire. La phase de groupes voit huit formations être réparties en deux poules; les équipes rencontrent leurs adversaires du groupe une fois. Les deux premiers de chaque poule se qualifient pour la phase finale, disputée sous forme de demi-finale et finale à élimination directe.
Le club d'Auckland City FC devient le premier club non australien à inscrire son nom au palmarès, à la suite de sa victoire en finale face aux Polynésiens de l'AS Pirae. Auckland devient du même coup la première équipe représentant la Nouvelle-Zélande lors d'une compétition intercontinentale de clubs.

## Participants
- Auckland City FC - Champion de Nouvelle-Zélande 2005
- YoungHeart Manawatu - Deuxième du Nouvelle-Zélande 2005
- Marist FC - Champion des Îles Salomon 2005
- PanSa FC - Champion de Samoa américaines 2005
- Nokia Eagles - Champion des Îles Fidji 2005
- SC Lotoha'apai - Champion des Îles Tonga 2005
- AS Pirae - Vainqueur de la Coupe de Polynésie française 2005
- Tafea FC - Champion du Vanuatu 2005
- Tuanaimato Breeze - Champion des Samoa 2005
- Sokattack Nikao - Champion des Îles Cook 2005
- Sobou FC - Champion de Papouasie-Nouvelle-Guinée 2005
- AS Magenta - Champion de Nouvelle-Calédonie française 2004-2005

## Compétition

### Tour préliminaire
Le tour préliminaire est disputé sous la forme d'une poule. Toutes les rencontres ont lieu au Govind Park, de Ba, aux Îles Fidji. Le club des Samoa américaines PanSa FC déclare forfait avant le début de la compétition.
| Rang | Équipe            | Pts | J | G | N | P | Bp | Bc | Diff |  | Résultats (▼ dom., ► ext.) |  |     |     |     |
| ---- | ----------------- | --- | - | - | - | - | -- | -- | ---- |  | -------------------------- |  | --- | --- | --- |
| 1    | Nokia Eagles      | 7   | 3 | 2 | 1 | 0 | 7  | 2  | +5   |  | Nokia Eagles               |  | 2-1 | 5-1 | 0-0 |
| 2    | Tuanaimato Breeze | 4   | 3 | 1 | 1 | 1 | 4  | 4  | 0    |  | Tuanaimato Breeze          |  |     | 1-1 | 2-1 |
| 3    | SC Lotoha'apai    | 4   | 3 | 1 | 1 | 1 | 5  | 7  | -2   |  | SC Lotoha'apai             |  |     |     | 3-1 |
| 4    | Sokattack Nikao   | 1   | 3 | 0 | 1 | 2 | 2  | 5  | -3   |  | Sokattack Nikao            |  |     |     |     |

### Phase de groupes

#### Groupe A
| Rang | Équipe           | Pts | J | G | N | P | Bp | Bc | Diff |  | Résultats (▼ dom., ► ext.) |  |     |      |     |
| ---- | ---------------- | --- | - | - | - | - | -- | -- | ---- |  | -------------------------- |  | --- | ---- | --- |
| 1    | Auckland City FC | 9   | 3 | 3 | 0 | 0 | 11 | 1  | +10  |  | Auckland City FC           |  | 1-0 | 3-1  | 7-0 |
| 2    | AS Pirae         | 6   | 3 | 2 | 0 | 1 | 17 | 2  | +15  |  | AS Pirae                   |  |     | 10-1 | 7-0 |
| 3    | Marist FC        | 3   | 3 | 1 | 0 | 2 | 9  | 14 | -5   |  | Marist FC                  |  |     |      | 7-1 |
| 4    | Sobou FC         | 0   | 3 | 0 | 0 | 3 | 1  | 21 | -20  |  | Sobou FC                   |  |     |      |     |

#### Groupe B
| Rang | Équipe              | Pts | J | G | N | P | Bp | Bc | Diff |  | Résultats (▼ dom., ► ext.) |  |     |     |     |
| ---- | ------------------- | --- | - | - | - | - | -- | -- | ---- |  | -------------------------- |  | --- | --- | --- |
| 1    | YoungHeart Manawatu | 5   | 3 | 1 | 2 | 0 | 8  | 5  | +3   |  | YoungHeart Manawatu        |  | 2-2 | 3-3 | 3-0 |
| 2    | Nokia Eagles        | 4   | 3 | 1 | 1 | 1 | 6  | 3  | +3   |  | Nokia Eagles               |  |     | 4-0 | 0-1 |
| 3    | Tafea FC            | 4   | 3 | 1 | 1 | 1 | 4  | 7  | -3   |  | Tafea FC                   |  |     |     | 1-0 |
| 4    | AS Magenta          | 3   | 3 | 1 | 0 | 2 | 1  | 4  | -3   |  | AS Magenta                 |  |     |     |     |

### Phase finale

#### Demi-finales
| 19 mai 2006 | Auckland City FC                                                                               | 9 - 1 | Nokia Eagles | North Harbour Stadium, Albany |  |
|             | Sykes 37e · Seaman 52e · Jordan 55e · Young 61e, 62e · Hayne 68e · Bunce 84e · Little 89e, 90e |       | Tiwa 17e     |                               |  |
|             | (Rapport)                                                                                      |       |              |                               |  |

| 19 mai 2006 | AS Pirae              | 2 - 1 | YoungHeart Manawatu | North Harbour Stadium, Albany |  |
|             | Hmae 1re · Bennett 8e |       | Totori 61e          |                               |  |
|             | (Rapport)             |       |                     |                               |  |

#### Match pour la3eplace
| 21 mai 2006 | YoungHeart Manawatu               | 4 - 0 | Nokia Eagles | North Harbour Stadium, Albany |
|             | Totori 33e, 55e, 76e · Maemae 82e |       |              |                               |
|             | (Rapport)                         |       |              |                               |

#### Finale
| 21 mai 2006 | Auckland City FC            | 3 - 1 | AS Pirae      | North Harbour Stadium, Albany |  |
|             | Jordan 23e, 41e, 63e (pen.) |       | Fa'aiuaso 84e |                               |  |
|             | (Rapport)                   |       |               |                               |  |

#### Vainqueur
| Coupe des champions d'Océanie 2006 Auckland City FC Premier titre |